# Курочкин, Тимофей Петрович
Тимофе́й Петро́вич Ку́рочкин (13 июня 1909, село Колычево, Оренбургская губерния — 21 января 1943, посёлок Волоконовка, Белгородская область. Участник Великой Отечественной войны, помощник командира взвода 1-го эскадрона 256-го кавалерийского полка (8-я гвардейская кавалерийская дивизия, 6-й гвардейский кавалерийский корпус, Воронежский фронт), старший сержант. Закрыл своим телом амбразуру пулемёта.

## Биография
Родился 13 июня 1909 года в селе Колычево в семье крестьянина казака. Получил начальное образование. Прошёл срочную службу в 1931—1934 годах в составе кавалерийского полка войск ОГПУ. В предвоенные годы работал управляющим овцеводческой фермой
В 1941 году призван в РККА, зачислен в состав формирующейся 11-й Оренбургской кавалерийской дивизии, которая к 27 марта 1942 года прибыла в район Тулы и участвовала в боях в районе Белёва с мая 1942 года. В этих боях отличился Т. П. Курочкин, за что был награждён командиром дивизии ценным подарком.
В январе 1943 года дивизия участвовала в Острогожско-Россошанской операции, в ходе которой, в день освобождения Валуек и была преобразована в 8-ю гвардейскую кавалерийскую дивизию. От Валуек дивизия проследовала к Волоконовке.
21 января 1943 года перед полком была поставлена задача в ночном бою взять Волоконовку. Вслед за танковым десантом, подразделения кавалеристов ворвались на улицы Волоконовки. В уличном бою старший сержант Курочкин закрыл своим телом амбразуру ручного пулемёта, чем обеспечил продвижение эскадрона вперёд и переход его к атаке, в результате которой в плен были захвачены офицер и три солдата со станковым пулемётом.
По данным донесения о безвозвратных потерях был похоронен в Валуйках, по другим данным на гражданском кладбище Волоконовки, позднее перезахоронен в центре посёлка.
За этот подвиг 7 июня 1943 года Курочкин Т.П. был посмертно награждён орденом Красного Знамени.
За этот же подвиг Указом Президиума Верховного Совета СССР «О присвоении звания Героя Советского Союза генералам, офицерскому, сержантскому и рядовому составу Красной Армии» от 10 января 1944 года за «образцовое выполнение боевых заданий командования на фронте борьбы с немецко-фашистскими захватчиками и проявленные при этом отвагу и геройство» удостоен посмертно звания Героя Советского Союза. 
В центре Волоконовки Т. П. Курочкину воздвигнут памятник и его именем названа одна из улиц. Навечно зачислен в списки воинской части.